# Paternò-Büchi-reactie

In dit voorbeeld reageert een carbonylverbinding in zijn aangeslagen toestand met een alkeen in de grondtoestand. Er ontstaat een oxetaan.

De Paternò-Büchi-reactie is een fotochemische reactie waarbij een ring van vier atomen, waaronder 1 zuurstofatoom, gevormd wordt uit een carbonylverbinding en een alkeen. De reactie is vernoemd naar Emanuele Paternò en George Hermann Büchi die samen de bruikbaarheid en basisprincipes van de reactie beschreven. In 1998 werd een overzicht gepubliceerd met betrekking tot deze reactie, waarna de reactie opnieuw ruim in de belangstelling kwam te staan. Nadien is de reactie toegepast in de synthese van een aantal in de natuur voorkomende organische verbindingen. Daarbij is de optredende regio- en diastereoselectiviteit in de ontstane producten een van de belangrijke voordelen van de reactie.

## Het gebruik van licht
Het gebruik van licht tijdens de reactie is noodzakelijk omdat de reactie volgens de Woodward-Hoffmann-regels tot de zogenaamde verboden reacties behoort.
Doordat het aangewende licht een hoeveelheid energie bezit (omgekeerd evenredig met de golflengte) wordt een elektron aangeslagen: het wordt in een hoger orbitaal (baan) gebracht. Dit heeft tot gevolg dat alle (gedeeltelijk) gevulde orbitalen in de uitgangsverbindingen soepel over kunnen gaan in (gedeeltelijk) gevulde orbitalen in het gevormde product. Als de moleculen in de grondtoestand met elkaar reageren, zou dit aanleiding geven tot een product met twee elektronen in een aangeslagen toestand. Dit kost te veel energie, waardoor de reactie vanuit de grondtoestand niet verloopt.